# 小林敏峯
小林 敏峯（こばやし としみね、1931年9月19日 - 1999年12月10日）は、日本の実業家。マイカルの創業者の一人。京都府京都市出身。

## 経歴
1950年に洛陽高等学校を卒業。1954年1月にヤマト小林商店代表取締役に就任し、1963年11月にはニチイ(のちのマイカル)副社長に就任し、1982年11月には社長に昇格。1996年5月に会長に就任。
1994年11月に藍綬褒章を受章。
1999年12月10日心不全のために死去。68歳没。